# Rozwadowski Hrabia

Rozwadowski Hrabia (austriacki)

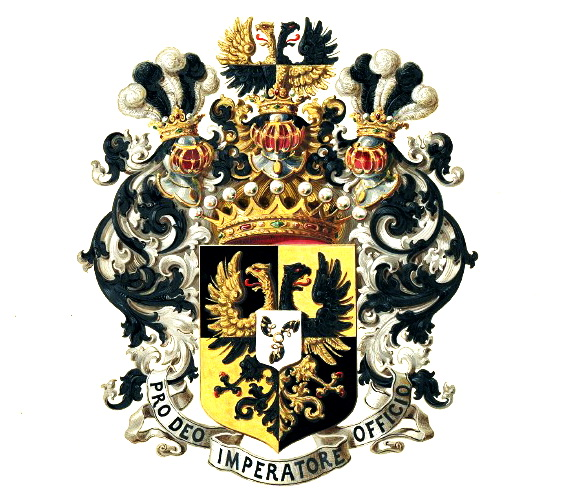
Rozwadowski Hrabia (rosyjski)

Rozwadowski Hrabia – nazwa dwóch herbów hrabiowskich, odmian herbu Trąby.

## Opis herbu
Opis zgodnie z klasycznymi regułami blazonowania:
Rozwadowski Hrabia (galicyjski): W polu srebrnym trzy trąby czarne w roztrój o okuciach złotych wylotami w lewo. Nad tarczą korona hrabiowska, nad którą hełm z klejnotem: pięć piór strusich na przemian srebrnych i czarnych. Labry czarne, podbite srebrem..
Rozwadowski Hrabia (rosyjski): Na tarczy dzielonej w krzyż, czarno złotej, orzeł dwugłowy dzielony w krzyż naprzemiennie, z oczami, językami i pazurami czerwonymi, tarcza sercowa z herbem Trąby. Nad tarczą korona hrabiowska, nad którą trzy hełmy z klejnotami w koronach: I pół orła jak w tarczy, II i III po pięć piór strusich, naprzemiennie srebrnych i czarnych. Labry środkowe czarne, podbite złotem, boczne czarne, podbite srebrem. Pod tarczą, na wstędze, dewiza herbowa PRO DEO IMPERATOR OFFICIO.

## Najwcześniejsze wzmianki
Tytułu hrabiego Austrii (hoch- und wohlgeboren, graf von) w Galicji otrzymał Ignacy Rozwadowski 23 sierpnia 1783. Podstawą nadania była pełniona funkcja (starosta ostrowski). Ignacy Rozwadowski był synem Antoniego, kasztelana halickiego i wnukiem Floriana.
Rosyjski tytuł hrabiego otrzymali 29 czerwca 1872 Konstanty, syn Jana, komendant wojskowy Warszawy, oraz jego bracia - Włodzimierz Władysław i Aleksander - wojskowi rosyjscy. Dzieci Włodzimierza Władysława otrzymały potwierdzenie tytułu 15 września 1875 roku. Bracia mieli być prapraprawnukami Floriana Rozwadowskiego. Jednakże według ostatnich ustaleń genealogicznych Erazma Rozwadowskiego we współpracy z Tomaszem Lenczewskim, rodziny te nie były spokrewnione, zaś Konstanty Rozwadowski pochodził nie od Floriana Rozwadowskiego, ale od Jana Mroczko Rozwadowskiego, żyjącego w XVIII wieku drobnego ziemianina z powiatu oszmiańskiego nieznanego herbu (być może Rogala).

## Herbowni
Dwie rodziny herbownych (herb własny), w Austrii i Rosji:
W Austrii tytułowali się jako graf von Gross (de Magno) Rozwadów-Rozwadowski.
W Rosji określani byli po prostu jako hrabia Rozwadowski (граф Розвадовски).